# Eeles Landström
Eelis Enok „Eeles“ Landström (* 3. Januar 1932 in Viiala; † 29. Juni 2022) war ein finnischer Leichtathlet. Bei einer Körpergröße von 1,86 m betrug sein Wettkampfgewicht 82 kg.

## Karriere
1952 trat Eeles Landström bei den Olympischen Spielen in Helsinki im Zehnkampf an. Mit 5694 Punkten (6123 Punkten nach der seit 1985 gültigen Wertung) belegte er Platz 14. Mit 4,20 Meter im Stabhochsprung war er dabei in einer Disziplin der beste der angetretenen Zehnkämpfer. Nach 1952 trat er international nur noch als Stabhochspringer in Erscheinung.
Bei den Europameisterschaften 1954 in Bern sprang er mit 4,40 Meter genauso hoch wie der Schwede Ragnar Lundberg, gewann aber den Europameistertitel. Bei den Olympischen Spielen 1956 in Melbourne belegte er mit 4,25 Meter den siebten Platz.
1958 bei den Europameisterschaften 1958 in Stockholm konnte Eeles Landström seinen Titel erfolgreich verteidigen. Mit 4,50 sprang er gleich hoch wie Manfred Preußger aus der DDR und Wladimir Bulatow aus der Sowjetunion, aber erneut entschied die Mehrversuchsregel zu seinen Gunsten. Bei den Olympischen Spielen 1960 in Rom gewann Landström mit 4,55 Meter Bronze hinter den US-Amerikanern Don Bragg und Ron Morris.